# Ried (Markt Indersdorf)
Ried ist ein Gemeindeteil von Markt Indersdorf im oberbayerischen Landkreis Dachau und eine Gemarkung. Bis 1971 bestand die Gemeinde Ried.
Das Dorf Ried liegt circa einen Kilometer südlich von Indersdorf und ist über die Staatsstraße 2054 zu erreichen.
Die Gemarkung Ried liegt vollständig im Gemeindegebiet von Markt Indersdorf und hat eine Fläche von etwa 538 Hektar.

## Geschichte
Der Ort wurde 784 als „Reodir“ erstmals erwähnt.
Die Gemeinde Ried wurde 1818 durch das bayerische Gemeindeedikt begründet und hatte 1964 ein Gemeindegebiet von 532,47 Hektar, 520 Einwohner (1961) und die fünf Orte Ottmarshart, Karpfhofen, Obermoosmühl, Ried und Untermoosmühle. Zum 1. April 1971 wurde die Gemeinde Ried in die Marktgemeinde Markt Indersdorf eingemeindet.